# ЗіУ-6
ЗіУ-6 — радянський автобус з високою підлогою, великої місткості для внутрішньоміських пасажирських перевезень. Серійно вироблявся з 1959 по 1969 роки на заводі імені Урицького в місті Енгельс Саратовської області (нині —  ЗАТ «TROLZA»). Назва машини є абревіатурою повної назви заводу, яка також була торговельною маркою до перейменування. Всього було випущено 7 машин ЗіУ-6.

## Історія створення
Ідея уніфікації транспортних засобів різних типів була не нова. Ще в перші повоєнні десятиліття в Радянському Союзі випускалися уніфіковані по цілому ряду деталей трамвай МТВ-82, тролейбус МТБ-82, автобус ЗІС-155 і навіть...річкове судно, відоме як проект «Москвич». Така уніфікація дозволяла державі скоротити виробничі витрати при виготовленні машин самих різних класів.
У 1950-ті роки була знову зроблена спроба виробляти схожі між собою автобус і тролейбус. Відомо, що в ту епоху більшість серійних автобусів вагонної компоновки мала переднє розташування силового агрегату. Двигун, який, як правило, знаходився праворуч від водія, «витрачав» вкрай багато корисного місця, і в результаті номінальна пасажиромісткість тих же ЗІС-155 і ЗІЛ-158 не перевищувала 60 осіб. Якби двигун автобуса вдалося вписати в підпільне простір, як це було зроблено в тролейбусі, стало б можливим значно збільшити кількість пасажирів, що припадають на одиницю площі підлоги.
Коли тролейбусний завод імені Урицького створив свою нову машину ЗіУ-5 з максимальною пасажиромісткістю 120 чоловік (а сталося це в 1959 році), паралельно з нею з'явився і автобус, що отримав позначення ЗіУ-6. При цьому з урахуванням тягового обладнання два транспортних засоби виявилися уніфікованими майже на три чверті. 
Єдиною, причому найбільш важкою, проблемою подальшого розвитку конструкції такого автобуса стала відсутність в СРСР належного силового агрегату, який міг би надати достатню динаміку багатотонній машині і одночасно легко уміщатися під підлогою її салону.
Автобус великої місткості готувався до постановки на конвеєр заводу імені Урицького паралельно з перспективним тролейбусом, і у 1959 році прототипи тролейбуса ЗіУ-5 і автобуса ЗіУ-6 із загальним кузовом були представлені одночасно.
Як альтернатива на першому зразку ЗіУ-6 був застосований силовий агрегат у вигляді двох двигунів типу ЗіЛ-164, які розташовувалися на базі автобуса, по лівому борту, і були з'єднані між собою карданним валом через гідромуфту, запозичену у легкового автомобіля ГАЗ-12. Сумарна потужність двох силових агрегатів в цьому випадку склала 210 к.с. Коробка передач була п'ятишвидкісной і мала дистанційне електропневматичне управління. Однак застосування спареної силової установки в конструкції ЗіУ-6 було, звичайно ж, півзаходом. Тому планувалося згодом замінити її на вітчизняний шестициліндровий чотиритактний дизель з горизонтальним розташуванням циліндрів, випуск якого ставилося освоїти Ярославському моторному заводу. Зразок ЗіУ-6 з таким дизелем, був переданий ЯМЗ і проходив там випробування, однак підприємство, ледве-ледве справлялося з виконанням замовлень на дизелі для масових вантажівок, так і не змогло освоїти мотор для автобуса, і його випуск був відкладений на невизначений час. 
У 1967 році завод імені Урицького знову повернувся до теми автобуса, уніфікованого з тролейбусом. На цей раз підприємство запропонувало варіант ЗіУ-6-2М з імпортними силовим агрегатом і КПП-автоматом. Дизель угорського виробництва Raba-MAN моделі D2156HM6U з горизонтальним розташуванням циліндрів, який на той час вже був успішно застосований на сімействі «180-х» угорських автобусів «Ikarus», мав потужність 192 к. с. Він розташовувався на базі автобуса, під підлогою пасажирського салону, і був пов'язаний з гідромеханічної трансмісією Praga-2M70 (ЧССР), що складалася з гідродинамічного трансформатора і двоступеневої планетарної коробки передач, від якої крутний момент передавався на задній міст. ЗіУ-6-2М забезпечувався ресорною залежною підвіскою всіх коліс, пневматичним підсилювачем керма, бездисковими колесами, барабанними гальмами з пневматичним приводом. Пневматичний привід мали і пасажирські двері.
У порівнянні з міським автобусом ЛіАЗ-677, серійний випуск якого вже освоїв на той час підмосковний Лікінський автобусний завод, ЗіУ-6-2М мав для сидіння на 13 місць більше. Автобус ЗіУ-6 був на 1330 мм довший ЛіАЗ і мав дещо більший — 12 метрів проти 11 — радіус повороту. Підніжки пасажирських дверей розташовувалися на меншій, ніж у ЛіАЗ, на висоті — 320 мм проти 348 мм, що дозволяло полегшити вхід і вихід. Забезпечений дизелем автобус ЗіУ-6 виявився набагато більш економічним, ніж його ЛіАзу-677: витрата палива у ЗіУ-6-2М становила 32 літри на 100 км шляху проти 45 у ЛіАЗ-677.
Починаючи з кінця 1960-х років завод в Енгельсі випустив невелику дослідну партію автобусів ЗіУ-6-2М, які проходили експлуатацію в Саратові і Москві. 
У 1971 році був підготовлений модернізований варіант ЗіУ-6-2М, мав позначення ЗіУ-680. Як заднього моста на ЗіУ-680, як і на багатьох інших моделях вітчизняних автобусів і тролейбусів починаючи з 1970-х років, був застосований угорський Raba з конічною головною передачею і планетарними редукторами, вбудованими в маточини коліс. Тоді ж ЗіУ-680 експонувався на столичній ВДНГ, причому поруч з ним демонструвався і перспективний зразок трьохдверного тролейбуса ЗіУ-9Б, початок випуску якого вже було заплановано на наступний 1972 рік. Ця обставина була більш ніж дивним, оскільки абсолютно ясно, що з тих же міркувань уніфікації завод імені Урицького ніколи не став би випускати паралельно дві машини різних поколінь.
За час виробництва випущено всього 7 машин різних модифікацій.
Автобус ЗіУ-6 експлуатувався в Києві, Москві та Сочі.

## Експлуатація в Києві
У травні — червні 1970 року в столиці України дві машини ЗіУ-6-2М проходили випробування. Кожна з машин була розрахована на перевезення одним рейсом близько 120 пасажирів. Це були автобуси в біло-червоному і біло-зеленому забарвленні. Автобуси ЗіУ-6 працювали на одних з найбільш напружених маршрутів із затяжними спусками і підйомами в Києві:
- № 14 «Ленінградська площа — ВДНГ»;
- № 17   «Завод «Більшовик» — Московська площа».

Перший дослідний зразок міського автобуса ЗіУ-6М був побудований на базі кузова масового тролейбуса ЗіУ-5 ще у 1966 році, роботи велися дуже мляво. У дослідній машині був двигун Skoda ML630, а також 2-х ступінчаста коробка-автомат Praga, розроблена відомим інститутом НАМІ.
Машини проходили в Києві випробування протягом 8 місяців, після чого були рекомендовані комісією до серійного виробництва під новим галузевим індексом ЗіУ-680.
В серію ця машина так і не пішла, і більше не працювала на київських маршрутах, оскільки завод ЗіУ перейшов на випуск нової моделі ЗіУ-9 в новому кузові, і був припинений випуск ЗіУ-5.

## Цікавий факт
Кузов одного з екземплярів автобуса ЗіУ-6-2М/680, що раніше вважався безповоротно втраченим, до 2006  року в місті Енгельс Саратовської області зберігався як тир. На жаль, безжально порізаний в тому ж році.